# Red Delicious
Red Delicious es una  variedad cultigen de manzano (Malus pumila). 
Una manzana estadounidense descubierta alrededor de 1880 que crecía como un brote de un patrón por J. Hia, cerca de Old Peru, Iowa. Fue introducido por los viveristas "Stark Brothers" en 1895. Las frutas tienen una pulpa muy firme, muy dulce y jugosa con un sabor muy aromático. La piel es muy dura. Las frutas tienen mucho mejor sabor cuando se cultivan en climas con buena temperatura y condiciones de luz. Zona de rusticidad según el departamento USDA, de nivel 5.

## Sinonimia
- "Cervena prevazhodna",
- "Delicious rosso",
- "Hawkeye",
- "Piros Delicious",
- "Prevoshodnoe krasnoe",
- "Delicious",
- "Stark Delicious".[2]

## Historia
'Red Delicious' es una variedad diploide, manzana estadounidense descubierta alrededor de 1880 creciendo como un brote de un portainjerto por J. Hiatt, cerca de Old Peru, Iowa Estados Unidos. Fue introducido por Stark Brothers en 1895. Las frutas tienen una carne muy firme, muy dulce y jugosa con un sabor muy aromático. La piel es muy dura. Las frutas tienen un sabor mucho mejor cuando se cultivan en climas con buena temperatura y condiciones de luz.
'Red Delicious' está cultivada en diversos bancos de germoplasma de cultivos vivos, en National Fruit Collection (Colección Nacional de Fruta) de Reino Unido estuvo cultivado con el número de accesión: 1921-021 y Nombre Accesión : Delicious. y actualmente se encuentra cultivado su clon 'Starking' con el número de accesión: 1951 - 034 y Accession name: Starking.

## Características
La manzana 'Red Delicious' tiene una piel roja, con rayas rojas oscuras y cinco "puntas" en la parte inferior. Fruto de tamaño grande; con carne moderadamente crujiente y bastante jugosa; sabor suave, dulce, ligeramente ácido; color de la carne crema con vetas verde pálido.
'Red Delicious' tiene un contenido de antioxidantes (pulpa + piel): 4.275 µ mol TE / 100g3, por lo cual se suma a las últimas comparaciones en términos de contenido de antioxidantes. Los análisis científicos en Canadá y Estados Unidos distinguen la piel de la carne y muestran que un antioxidante como la quercetina (C15H10O7) está presente principalmente en la piel. Por lo tanto, es preferible masticar la manzana sin pelarla, lo que requiere que no contenga demasiados productos químicos fitosanitarios.
N.B. Algunos amantes de las manzanas a menudo consideran que esta variedad no tiene interés. Critican su sabor demasiado dulce y relativamente sin refinar, en comparación con otras variedades.

## Progenie
La variedad 'Red Delicious' ha sido una de las cinco variedades más utilizadas por los obtentores durante más de un siglo para crear nuevas variedades. De hecho, el 64% de las 439 variedades comerciales estudiadas por Noiton y Alspach4 en 1996 han utilizado solo cinco obtenciones parentales ('Mc Intosh' (101 cultivares), 'Golden delicious' (87 cultivares), 'Jonathan' (74 cultivares), 'Red Delicious' por más de un siglo. (56 cultivares) o 'Cox's Orange Pippin' (59 cultivares), cuatro estadounidenses y una inglesa respectivamente) o sus descendientes.
'Red Delicious' es el Parental-Padre de la variedades cultivares de manzana:
- Fuji
- Kidd's Orange Red
- Fukunishiki
- Orleans
- Medina
- Jonadel
- Empire
- Chieftain
- Regent
- Legana
- Kinrei
- Sweet Delicious
- Murasaki
- New Fuji.

## Desportes
A partir de 'Red Delicious' se han obtenido las siguientes mutaciones reconocidas:
| Fecha               | Descubridor       | Comercializada como                        | Mutación de               | Asignada                     | Hábito           | Apariencia   | Más temprano                  | Color                                           | Número de patente de la planta |
| ------------------- | ----------------- | ------------------------------------------ | ------------------------- | ---------------------------- | ---------------- | ------------ | ----------------------------- | ----------------------------------------------- | ------------------------------ |
| Abr 3, 1934         | Shotwell          |                                            | Delicious                 | C&O                          | estándar         | menos raya   | 2 sema.                       | 3-4 veces                                       | US plant patent n.º 90         |
| 18 de mayo de 1954  | Plough            | Royalred1805                               | Richared                  | C&O                          | estándar         | rubor        | 10 d.                         | ligero                                          | US plant patent n.º 1278       |
| Ag 23, 1955         | Brauns            | Red King1811                               | Starking                  | Van Well                     | estándar         | raya         | 2 sema.                       | más completo                                    | US plant patent n.º 1411       |
| Feb 12, 1957        | Bisbee            | Starkrimson                                | Starking                  | Stark                        | espuela          | rubor        | "más temprana"                | similar                                         | US plant patent n.º 1565       |
| Feb 3, 1959         | Frazier & Jenkins |                                            | Starking                  | Elon J. Gilbert              | estándar         | rubor        | 10 d.                         | más brillante                                   | US plant patent n.º 1805       |
| Feb 17, 1959        | Hamilton          | Hamilton                                   |                           | Hamilton                     | estándar         | rubor        | 2 sema.                       | más oscura                                      | US plant patent n.º 1811       |
| Mar 24, 1959        | Gilbert           | Redspur                                    | Starking                  | C&O                          | espuela          | rubor        | más tardía                    | más brillante                                   | US plant patent n.º 1822       |
| Feb 23, 1960        | Hutchinson        | Top Red3556                                | Shotwell                  | C&O                          | estándar         | a rayas      | 2-3 sema.                     | más oscura                                      | US plant patent n.º 1916       |
| Abr 5, 1960         | Wood              | Woods, Starkspur2606                       | Starking                  | Stark                        | espuela          | a rayas      | 1 sema.                       | más profundo                                    | US plant patent n.º 1930       |
| Sep 24, 1963        | Gould             |                                            | Red Delicious             | Miller&Miller                | estándar         | rubor        | "temprana"                    | más intenso                                     | US plant patent n.º 2285       |
| Ag 11, 1964         | Gilbert Miller    | Sturdyspur                                 | Starking                  | Cons. Orch. Co               | espuela          | rubor        | "temprana"                    | oscuro                                          | US plant patent n.º 2433       |
| Ag 25, 1964         | Frank Rypczynski  | "Frank", Super Starking5569                | Starking                  | Stark                        | estándar         | rayas tenues | 30 d.                         | Mas completo                                    | US plant patent n.º 2440       |
| Mar 15, 1966        | Cooper            |                                            | Starkrimson or Welspur    |                              | espuela          | raya         | 10-14d.                       | más intensa                                     | US plant patent n.º 2606       |
| 4 de junio de 1968  | Trumbull          | Oregon Spur4819                            | Red King                  | Van Well                     | espuela          | raya         | 2 sema.                       | más oscuro                                      | US plant patent n.º 2816       |
| Dic 23, 1969        | Diede             |                                            | Starking                  | Stark                        | estándar         |              |                               | más intensa                                     | US plant patent n.º 2956       |
| Feb 2, 1971         | Matson            | Stark Earlibrite5547                       | Ryan Red                  | Stark                        | estándar         | rubor        | 1 mes                         | luminoso                                        | US plant patent n.º 3025       |
| Mar 2, 1971         | Maxam             |                                            | Starking                  |                              | estándar         | rubor        |                               | más profundo                                    | US plant patent n.º 3035       |
| Abr 13, 1971        | Norton            |                                            | Vance                     |                              | espuela          |              | 2-3 sema.                     | brillante                                       | US plant patent n.º 3040       |
| Feb 19, 1974        | Coke              | Rose Red                                   | Starking                  | Rose                         | espuela          | rubor        | desde el principio            | oscuro                                          | US plant patent n.º 3485       |
| 7 de mayo de 1974   | Pagnelli          |                                            | Starking                  | Stark                        | espuela          | rubor        |                               | más luminoso                                    | US plant patent n.º 3541       |
| 28 de mayo de 1974  | Ward              | Early Red One4839                          | Brauns                    | Van Well                     | estándar         | raya         | 4 sema.                       | púrpura oscuro negruzco                         | US plant patent n.º 3556       |
| 28 de mayo de 1974  | Flanagan          |                                            | Starking                  | Stark                        | espuela          | raya         | antes de Topred               | más brillante, más ligero                       | US plant patent n.º 3557       |
| 11 de junio de 1974 | Slusarenko        |                                            | unknown                   | Stark                        | estándar         | raya         | 4 d. antes #2440              | rojo                                            | US plant patent n.º 3567       |
| 25 de junio de 1974 | Campbell          | Red Chief3578                              | Starkrimson               | Hilltop                      | espuela          | raya         | "más temprano"                | más profundo, más brillante                     | US plant patent n.º 3578       |
| Nov. 29, 1977       | Silvers           | Silverspur                                 | Hi Early                  | McCormick                    | espuela          | raya         | 2 sema. antes de más temprano | brillante                                       | US plant patent n.º 4159       |
| En 30, 1979         | Craig             |                                            | Oregon Spur               |                              | espuela          | raya         | 2 sema.                       | más oscuro, más intenso                         | US plant patent n.º 4372       |
| Ag 12, 1980         | Perleberg         | Ace                                        | Starkrimson or Oregon Red |                              | espuela          | raya         | 18 d.                         | brillante pero profundo                         | US plant patent n.º 4587       |
| En 19, 1982         | Garretson         |                                            | Starking                  | Carlton                      | <espuela / enano | rubor        |                               | brillante                                       | US plant patent n.º 4801       |
| Feb 2, 1982         | Green             | Oregon Spur II6190                         | Oregon Spur               | Wells & Wade                 | espuela          | raya         | 10 d.                         | oscuro                                          | US plant patent n.º 4819       |
| Abr 20, 1982        | Evans et al.      | Scarlet Spur6190                           | Oregon Spur               | Van Well                     | espuela          | rubor        | 2 sema.                       | tallo rojo                                      | US plant patent n.º 4839       |
| Nov 9, 1982         | Coke&Smith        | Super Clone4926M                           | Starking                  | McCormick, Bountiful Ridge   | espuela, enano   | raya         | sin cambios, floración tardía | ligero                                          | US plant patent n.º 4926       |
| Nov 13, 1984        | Kemp              | Top Spur5334                               | Starkrimson               | C&O                          | espuela          | raya         | 5-7 d.                        | Más profundo, más brillante                     | US plant patent n.º 5334       |
| Mar 26, 1985        | Hanners           | Eve's Delight                              | Spokane Beauty            |                              | raya             |              |                               | ligero                                          | US plant patent n.º 5421       |
| 21 de mayo de 1985  | Jenkins           | Jenred,5472 Starkspur,5472 Ultrastripe5472 | Oregon Spur               | Stark                        | espuela          | raya         | 15 d.                         | más consistente                                 | US plant patent n.º 5472       |
| Sep 3, 1985         | Hare              | Hared,5547 Dixiered,5547 Starkspur5547     | Oregon Spur               | Stark                        | espuela          | rubor        | 15-20 d.                      | oscuro                                          | US plant patent n.º 5547       |
| Oct 8, 1985         | Gonzalez          | Rico7237                                   | Sharp Red                 | Merleley & al.               | estándar         | raya         | 20 d.                         |                                                 | US plant patent n.º 5569       |
| 31 de mayo de 1988  | Sandidge          | Super Chief                                | Red Chief                 |                              | espuela          | raya         | 18 d.                         | tallo rojo                                      | US plant patent n.º 6190       |
| Mar 28, 1989        | Valle             | Vallee Spur6702                            | Red Chief                 |                              | espuela          | rubor        | 2 sema.                       | Rojo oscuro con flor                            | US plant patent n.º 6702       |
| 29 de mayo de 1990  | Sali              | Sali7237                                   | Redspur                   |                              | semi-espuela     | rubor        | "más temprano"                | tinte púrpura                                   | US plant patent n.º 7237       |
| Ag 4, 1992          | Winkel            | AW-164,7928                                | Redchief                  | Inter-Plant Patent Marketing | espuela          | rubor        | 5-10 d.                       | más brillante                                   | US plant patent n.º 7928       |
| Mar 23, 1999        | Deutscher         | Cumberland Spur10,832                      | Oregon Spur               |                              | espuela          | rubor        | 10-14 d.                      | completo                                        | US plant patent n.º 10832      |
| 4 de mayo de 2004   | Burchinal         | Adams Apple, Burchinal Red Delicious14,757 | Oregon Spur II            |                              | espuela          | rubor        | inmediatamente                | más uniforme, más profundo, púrpura, floración. | US plant patent n.º 14757      |

### Desportes sin patente
Entre los desportes conocidos pero no patentados se incluyen:
- 'Chelan Red', que se ha descrito que tiene fruta roja de sangre de buey
- 'Hi Early'
- 'Houser'
- 'Mood2433' o 'Starking', que colorea unas 2 semanas antes de "standard Delicious"1411
- 'Richared' – rojo más brillante que el estándar, rubor, sin rayas 1278
- 'Ryan'
- 'Sharp Red'
- 'Spokane Beauty'
- 'Wellspur'.[8]

## Usos
Una buena manzana de uso de postre fresca en mesa.

## Ploidismo
Diploide, auto estéril. Grupo de polinización: D, Día 12.

## Susceptibilidades
- mildiu: débil
- roña o sarna del manzano: elevado
- Óxido del cedro y el manzano: débil
- fuego bacteriano: débil

Manzanas 'Red Delicious'
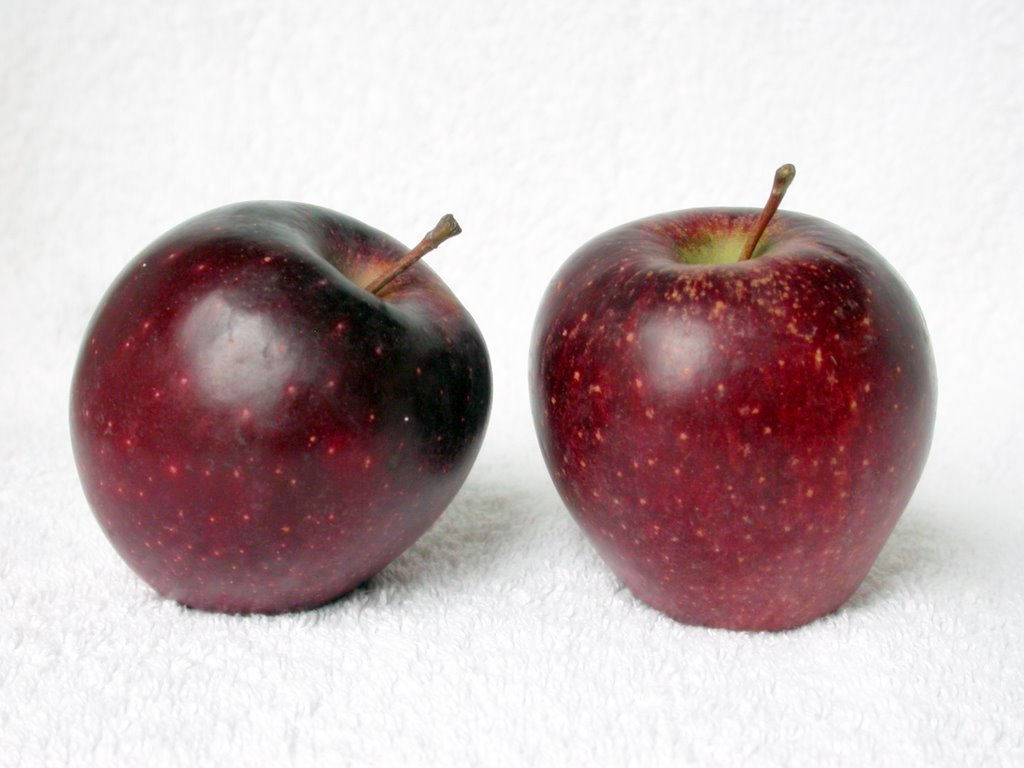
Manzana 'Red Delicious'-'Red Chief'.
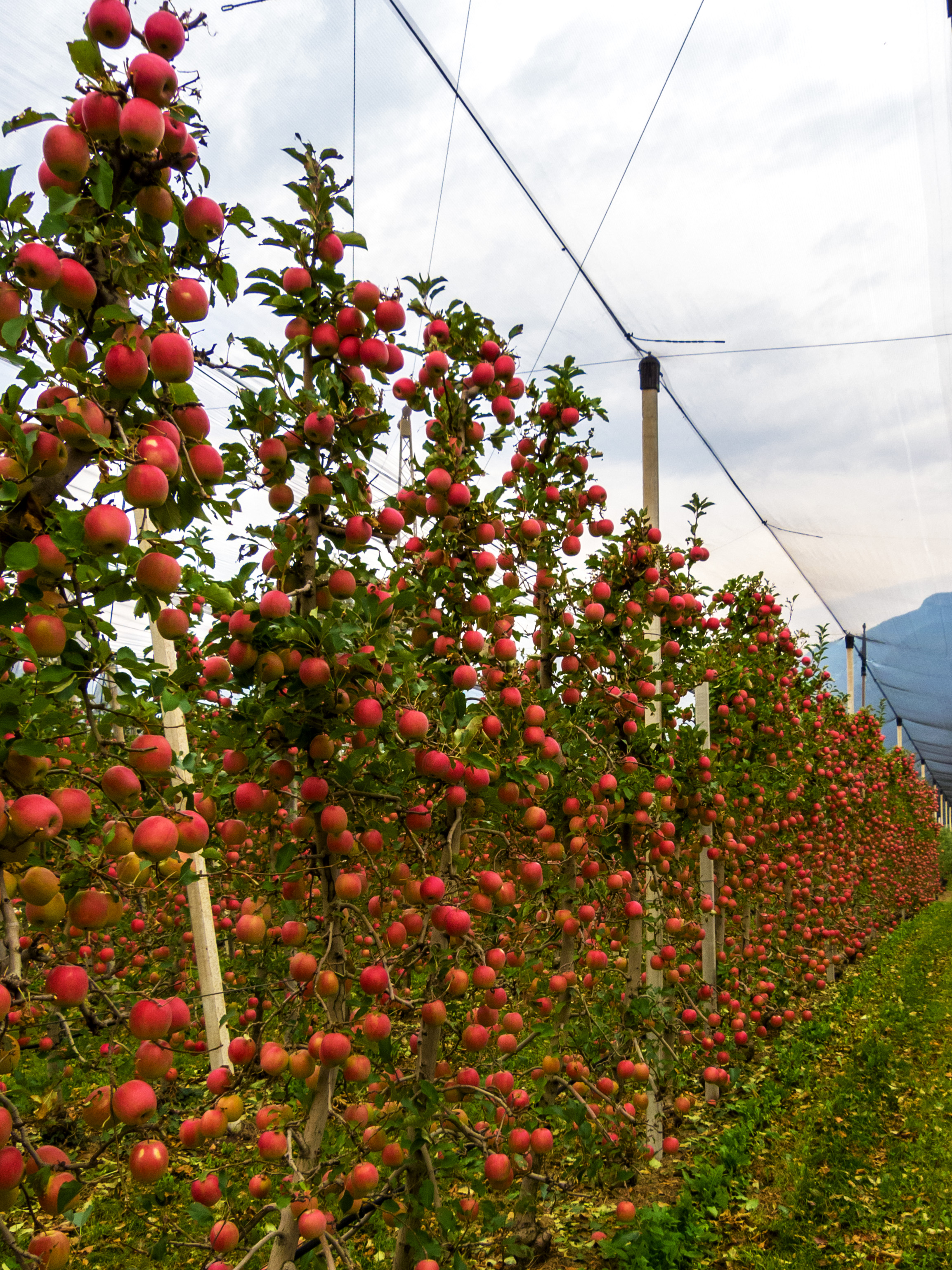
Cultivo de manzanas 'Red Delicious'.
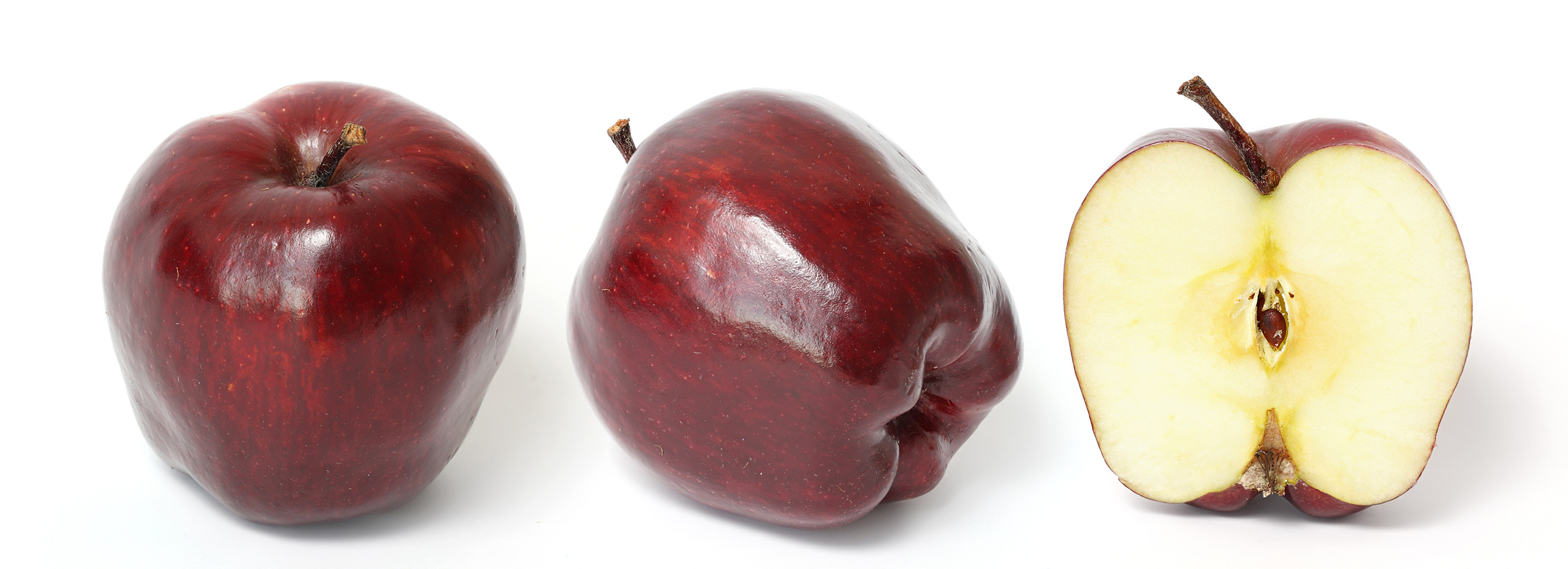
Manzana 'Red Delicious'.